# Дир Парк (Висконсин)
Дир Парк (енгл. Deer Park) град је у америчкој савезној држави Висконсин.

## Демографија
По попису из 2010. године број становника је 216, што је 11 (-4,8%) становника мање него 2000. године.
| Група             | 2000.        | 2010.       |
| Белци             | 227 (100,0%) | 208 (96,3%) |
| Афроамериканци    | 0 (0,0%)     | 1 (0,5%)    |
| Азијати           | 0 (0,0%)     | 3 (1,4%)    |
| Хиспаноамериканци | 0 (0,0%)     | 3 (1,4%)    |
| Укупно            | 227          | 216         |